# Willy Baus
Willy Baus, auch Willi und Willy Karl Baus (* 16. Dezember 1909 in St. Gallen; † 9. Oktober 1985 ebenda), war ein Schweizer Grafiker, Schriftkünstler, Buchgestalter und Bildhauer.

## Leben und Wirken
Willy Baus studierte von 1928 bis 1930 an der Kunstgewerbeschule St. Gallen und lernte anschließend in den Jahren 1932 und 1933 bei dem Schriftkünstler Rudolf Koch in Offenbach am Main. Nach seiner Rückkehr aus Offenbach gründete er sein eigenes Atelier und schuf Grabplastiken, Gebrauchsgrafiken und Buchillustrationen. Ab 1941 war er an der Kunstgewerbeschule St. Gallen als Lehrer für Schrift und Grafik tätig.